# 嵌入 (数学)
數學上，嵌入是指一個數學結構經映射包含到另一個結構中。某個物件 {\displaystyle X} 稱為嵌入到另一個物件 {\displaystyle Y} 中，是指有一個保持結構的單射{\displaystyle f:X\rightarrow Y}，這個映射 {\displaystyle f} 就給出了一個嵌入。上述「保持結構」的準確意思，需由所討論的結構而定。一個保持結構的映射，在範疇論中稱為態射。
要表達 {\displaystyle f:X\rightarrow Y} 是一個嵌入，有時會使用帶鉤箭號 {\displaystyle f\colon X\hookrightarrow Y}。但這個帶鉤箭號有時只留作表示包含映射時用。

## 拓撲與幾何

### 點集拓撲
拓撲學上，一個嵌入是一個單射，使得拓撲空間到其像上為同胚。換言之，兩個拓撲空間 {\displaystyle X}, {\displaystyle Y}之間的一個連續單射 {\displaystyle f:X\rightarrow Y} 是一個拓撲嵌入，如果 {\displaystyle f} 給出 {\displaystyle X} 與 {\displaystyle f(X)} 間的同胚（空間 {\displaystyle f(X)} 上的拓撲是由 {\displaystyle Y} 誘導的子空間拓撲。）凡是連續單射的開映射或閉映射都是拓撲嵌入，不過一個嵌入也可能既非開映射也非閉映射：當其像 {\displaystyle f(X)} 不是 {\displaystyle Y} 中的開集或閉集時，便發生這種情況。

### 微分拓撲
在微分拓撲中，令 {\displaystyle M}, {\displaystyle N}為光滑流形，而 {\displaystyle f:M\rightarrow N} 為光滑映射。則如果f的微分處處皆為單射，則稱 {\displaystyle f} 為一個浸入。此時的嵌入定義為一個符合拓撲嵌入定義的單射浸入，又稱為光滑嵌入。換言之，嵌入是微分同胚於其像，所以嵌入的像必是子流形。浸入是一個局部嵌入，即在每點{\displaystyle x\in M}，都有鄰域{\displaystyle U\ni x}，使得限制到這鄰域上的{\displaystyle f|_{U}\colon U\to N}是嵌入。如果{\displaystyle M} 是緊緻流形，則M的浸入必是嵌入。
光滑嵌入的一個重要情形是在 {\displaystyle N} 為{\displaystyle \mathbb {R} ^{n}}時。這情形引起興趣之處，在於對任何 {\displaystyle m} 維流形 {\displaystyle M}，{\displaystyle n} 需多大才保證有從 {\displaystyle M} 到{\displaystyle \mathbb {R} ^{n}}的光滑嵌入。惠特尼嵌入定理指 {\displaystyle n=2m} 便足夠，而且是最好的上界。例如嵌入一個 {\displaystyle m} 維的實射影平面便需要 {\displaystyle n=2m}。
如果將光滑嵌入的定義中，{\displaystyle f} 為光滑映射的條件放寬為 {\displaystyle C^{k}}映射，其中 {\displaystyle k} 是正整數，而其餘條件不變，則{\displaystyle f} 稱為 {\displaystyle C^{k}} 嵌入。

### 黎曼幾何
在黎曼幾何中，設{\displaystyle (M,g)}, {\displaystyle (N,h)}是黎曼流形，一個等距嵌入是一個光滑嵌入 {\displaystyle f:M\rightarrow N}，令黎曼度量保持不變，即將 {\displaystyle h} 由 {\displaystyle f} 拉回等於 {\displaystyle g}，就是 {\displaystyle g=f^{*}(h)}。更明確言之，對 {\displaystyle M} 中任何一點{\displaystyle x}，及任何兩個切向量
{\displaystyle v,w\in T_{x}(M)}
都有
{\displaystyle g(v,w)=h(df(v),df(w)).}

### 度量空間
設{\displaystyle X}, {\displaystyle Y}為度量空間，映射{\displaystyle f\colon X\to Y}是一個拓撲嵌入。如果 {\displaystyle f} 和{\displaystyle f^{-1}}（定義在 {\displaystyle f(X)} 上）都是利普希茨連續，則稱 {\displaystyle f} 為雙利普希茨嵌入(bi-Lipschitz embedding)。換言之，如果存在常數{\displaystyle L\geq 1}，使得
{\displaystyle {\frac {1}{L}}\ d_{X}(x,y)\leq d_{Y}(f(x),f(y))\leq L\ d_{X}(x,y)}，
則稱 {\displaystyle f} 為({\displaystyle L}-)雙利普希茨嵌入。
一個更廣義的嵌入是擬對稱嵌入(quasisymmetric embedding)。如前設 {\displaystyle f} 為拓撲嵌入。{\displaystyle f} 稱為({\displaystyle \eta }-)擬對稱嵌入，如果存在同胚 {\displaystyle \eta \colon [0,\infty )\to [0,\infty )}（即 {\displaystyle \eta (0)=0} 且 {\displaystyle \eta } 為嚴格遞增的連續函數），使得 {\displaystyle X} 中任何三點 {\displaystyle x},  {\displaystyle a},  {\displaystyle b}若滿足
{\displaystyle d_{X}(x,a)\leq t\ d_{X}(x,b)}，
其中 {\displaystyle t>0}，則有
{\displaystyle d_{Y}(f(x),f(a))\leq \eta (t)\ d_{Y}(f(x),f(b)).}
若 {\displaystyle f} 是一個 {\displaystyle L}-雙利普希茨嵌入，可令 {\displaystyle \eta (t)=L^{2}t}，則 {\displaystyle f} 是 {\displaystyle \eta }-擬對稱嵌入。
雙利普希茨嵌入的一個相關概念是擬等距嵌入。擬等距嵌入雖名為嵌入，卻不一定是嵌入，因其未必是單射。

## 代數

### 域論
域論上，從一個域 {\displaystyle E} 到另一個域 {\displaystyle F} 中的一個嵌入，是一個環同態 {\displaystyle \sigma :E\rightarrow F}。因為環同態的核是一個理想，而域的理想只有0及整個域本身，又 {\displaystyle \sigma (1)=1}，故其核不能為整個域，即知核為0。因此這個環同態必定是單態射，而 {\displaystyle E} 和在 {\displaystyle F} 中的 {\displaystyle \sigma (E)} 同構。所以可稱兩個域之間的任何同態為嵌入。

## 序理論
關於序理論中的嵌入，可參見序嵌入。